# Sinfonia n. 4 (Brahms)
La Sinfonia n. 4 in mi minore Op. 98 è l'ultima delle quattro sinfonie di Johannes Brahms, da molti considerata come uno dei suoi più grandi capolavori. La sua composizione non fu particolarmente lunga e durò circa un anno, dal 1884 (data di completamento della precedente sinfonia) al 1885. Un'esecuzione tipica dura circa quaranta minuti.
La prima esecuzione pubblica avvenne a Meiningen il 25 ottobre 1885 con Brahms alla direzione. L'opera precedentemente era stata già presentata a un piccolo uditorio privato in una versione per due pianoforti, dei quali uno suonato da Brahms. Max Kalbeck, amico e biografo del compositore, riportò che il critico Eduard Hanslick, all'ascolto del primo movimento in questa prima esecuzione privata, esclamò: "Per l'intero movimento ho avuto l'impressione di essere picchiato da due persone incredibilmente intelligenti". Successivamente comunque Hanslick si espresse con termini di grande ammirazione nei confronti dell'opera. Al primo ascolto pubblico la sinfonia ebbe immediato successo, successo cresciuto col passare degli anni e delle esecuzioni. 
Arnold Schönberg, nel suo saggio Brahms il Progressivo, ha evidenziato molte relazioni tematiche proprie della partitura, come del resto fa anche Malcolm MacDonald nella sua biografia del compositore: la prima metà del tema di passacaglia è anticipato dal basso durante la coda di un importante punto del terzo movimento; alle terze discendenti del primo movimento, trasposte di una quinta, appare in contrappunto durante una delle variazioni conclusive della passacaglia.

## Orchestrazione
L'opera è pensata ed indicata per il seguente organico orchestrale: flauti (uno che raddoppia il piccolo), due oboi, due clarinetti, due fagotti, un controfagotto, quattro corni francesi, due trombe, tre tromboni, timpani, triangolo (esclusivamente nel terzo tempo) e archi.

## Movimenti
I quattro movimenti nei quali essa si articola sono i seguenti:
1. Allegro non troppo (Mi minore)
2. Andante moderato (Mi maggiore)
3. Allegro giocoso (Do maggiore)
4. Allegro energico e passionato (Mi minore)

Il monumentale primo movimento è il culmine della drammaticità e della passione di Brahms. Esso si apre con un tema melodico di lunghezza insolita che viene trattato con uno stile magistrale ma intricato. Si tratta di una fantasia a tratti allegra e a tratti seria, che diviene cupa all'approssimarsi del secondo tema. Mentre il movimento si avvicina al termine il suo carattere melodico diventa più gioioso, forte e drammatico, con uno sviluppo ricco di piacevole varietà ed effetti artistici.
Segue un secondo movimento che ha l'atmosfera di un requiem sinfonico, simile ad un lied nella grazia e nella dolcezza della melodia, nel timbro caldo e nel carattere raffinato e spirituale.
Il terzo movimento, scritto per ultimo, è gioioso ed esuberante; in forma di rondò, è pieno di animazione e buon umore, pur nello stile dignitoso e fortemente espressivo, come si addice alla serietà del compositore, che ha sempre in mente qualche scopo elevato.
Il quarto ed ultimo tempo è un raro esempio sinfonico di passacaglia, simile alla ciaccona. Per il tema ripetuto, Brahms adattò il tema della passacaglia dell'ultimo tempo della cantata Nach dir, Herr, verlanget mich (BWV 150), di Johann Sebastian Bach. Si apre con una successione di accordi maestosi che introducono un primo tema solenne che riappare frequentemente. Interviene poi un melodioso assolo di flauto, quindi ha inizio lo sviluppo, con idee espresse con chiarezza e tranquillità e trattate con ricchezza di colore e raffinatezza di stile. Alcuni musicologi evidenziano inoltre che nello stesso quarto movimento risuonano e sono prese a modello anche le 32 variazioni in do minore di Ludwig van Beethoven (su un tema originale, WoO 80).

## Registrazioni
Discografia selettiva
- Marin Alsop, London Philharmonic Orchestra, Naxos 8 570233
- Leonard Bernstein, Wiener Philharmoniker, DG, E4749302
- Herbert von Karajan, Berliner Philharmoniker, DG, 4777579
- Carlos Kleiber, Wiener Philharmoniker, DG The Originals 457 706-2GOR
- Marek Janowski, Orchestra Sinfonica di Pittsburgh, Pentatone PTC5186 309
- John Eliot Gardiner, Orchestre Revolutionnaire et Romantique, Soli Deo Gloria SDG705
- Georg Solti, Chicago Symphony Orchestra, Decca, E4307992
- Bruno Walter, Columbia Symphony Orchestra, CBS Y32373, SMK 64472, G010004064271H